# 世界情報社会サミット
世界情報社会サミット（英語名World Summit on the Information Societyの頭文字を取ってWSISとも）は、国連の後援のもと、情報と通信における問題について2003年と2005年にかけ開催された一連の会合。主な目的の一つは、発展途上国におけるインターネットへのアクセス環境を広めることで、いわゆる情報格差を埋めることであった。会合は、5月17日を「世界情報社会の日」に定めた。

## 歴史
2002年1月、国連総会は、情報通信技術に関する世界的サミットの提案を承認した。国際電気通信連合（ITU）がイベントを先導し、50以上の国々が参加した。WSISはまた、ユネスコとも関係がある。
2002年11月、国連事務総長コフィー・アナンは、世界中の村落が数世代分の技術格差を一気に飛び越して情報時代に入れるよう、「シリコンバレーへの挑戦」を宣言した。この宣言は、WSISの論議に技術的な基盤を与えるものであった。実際、ICT4Dにおける最も重要な成果は、シリコンバレー外で行われた。
- インドのシンピュータ活動
- レッドモンドWAのマイクロソフトによるPocket PC
- 大都市部における無料無線システム
- MITメディアラボの100ドルパソコン計画
- Linuxを、ベンダーにサポートされていない言語にローカライズ

サミットの第一フェーズは、2003年12月にジュネーヴで開催された。サミットのプロセスは、2002年1月の最初の「準備会合」で始まった。2005年9月19日から30日かけてジュネーヴで開かれた最後の準備会合では、アメリカがEUの提案を拒否したため、インターネットガバナンスについての最終的合意が得られずに終わった。新しい企業形態を作るというその提案は、インターネットの重要部分におけるアメリカの支配的な力を終わりにするものだったからである。
2003年、ジュネーヴでのWSIS第一フェーズには175か国から代表者が集まり、理念の宣言が可決された。これは、万人がアクセス可能で、共有知識に基づく情報社会を達成するための指針である。活動計画は、2015年までに世界の人口の50パーセントがオンライン環境を手に入れることを目標に定めた。ただし、いかにして達成されるかの詳細は描かれていない。さらに、ジュネーヴサミットでは、インターネットガバナンスや財源の問題など、紛糾した議題は未解決のまま残された。
2003年のサミットでインターネットガバナンスの先行きに関する合意に失敗すると、議論の進め方を模索するため、WGIG（インターネットガバナンスに関するワーキンググループ）が設置された。
第二フェーズは、2005年11月16日から2005年11月18日にかけて、チュニジアのチュニスで開催された。「チュニスコミットメント」と「情報社会に関するチュニスアジェンダ」が合意に至ったほか、インターネットガバナンスフォーラム (IGF) の設立が決定した。

### 公式サイト
- 世界情報社会サミット　国際連合広報センター プレスリリース資料（2003年06月11日）
- WSA-JAPAN　情報社会世界サミット大賞選考委員会の日本支部
- WSIS　ITUによる公式サイト（英語）
- UNESCO and WSIS　ユネスコによる公式サイト（英語）
- WSIS Tunis 2005　チュニスによる公式サイト（英語、フランス語、アラビア語）
- IGFインターネットガバナンスフォーラム(Internet Governance Forum)

### その他
- 市民のための情報とＩＴ技術（ＷＳＩＳのサイト）　NPO法人JCAFEによるレポート
- 国連世界情報社会サミット　DINFによる、障害者の情報格差解決に焦点をあてたWSISのレポート
- チュニスコミットメント　DINFによる、チュニスコミットメントの仮訳